# 津幡町立河合谷小学校
津幡町立河合谷小学校（つばたちょうりつ かわいだにしょうがっこう）は、かつて石川県河北郡津幡町に存在した公立小学校。1875年（明治8年）5月1日に開校し、2008年（平成20年）3月23日に閉校した。新校舎建設費を地域住民の禁酒によって捻出した歴史を持つ。

## 学校の重要性
1890年(明治23年)に発布された教育勅語により、国家が先導して「臣民づくり」を優先させた。当時は礼記内則の「男女七歳にして席を同じゅうせず」の考えから、小学校も男児と女児とで分けられていたが、男児校と女児校とに校舎を分離できるのは財政力のある町村地区に限られていた。これは、初等教育にかかる費用が全て自治体負担であることが原因であり、財政難に苦しむ町村にとっては大きな負担となっていた。
日清戦争や日露戦争を経て、国力の発展を受けて教育の質と量も整備され始め、それまで4年間であった初等教育も1907年(明治40年)には6年間に延長され、河合谷村のみならず全国で学校整備は急務であったとされる。

## 新校舎と禁酒
河合谷村で初等教育を整備するには、老朽化した校舎を建て替える必要があった。内閣総理大臣の年俸が12,000円、小学校本科正教員の月俸が40円から180円の当時、校舎の建設費は45,000円弱と見積もられていたが、それだけの予算は河合谷村にはなく、老朽化した校舎を継続して使用するのにも限界があった。
小学校に通学する児童たちのために、いかにして建設費を捻出するかの会合が1926年（大正15年）に村役場で行われ、河合谷村自治改良委員会によって「全村民で酒を飲んだつもりで毎日最低5銭以上を貯金する」という「つもり貯金」を実施し、全村民が禁酒を行うという提案が行われる。この禁酒提案に至るまで、農業の改良、勤倹貯蓄など様々な提案はあったが、いずれもこれまで著しい効果が出なかった経験と、村内における酒の消費量が毎年80石を下回らず、金額にして約9,000円（当時の額面）という数字により、禁酒を行えば5年間で4万5,000円の捻出が可能になるというものであった。

## 禁酒の規約
河合谷村自治改良委員会提言の禁酒令は、5年更新で小学校建設後も継続して行うもので、津幡町史第四編、資料の中に禁酒に関する規約が記載されている。禁酒規約の著者は当時の村長、発行所は日本国民禁酒同盟。以下は河合谷村自治改良会禁酒規約の第一期について簡単に現代訳で説明する。
- 第一条

禁酒による貯金を小学校校舎建設費に充て、かつ、村の財政難を禁酒による貯金で救い、禁酒でもって村民の勤倹習慣を作る事を目的とする。
- 第二条

村民は第一条の目的を達成させるため、大正15年4月1日より5年間禁酒を実行すること。ただし、祭礼などの御神酒や婚礼に要するものはこの限りではない。
- 第三条

村民は禁酒期間中、毎日全戸において5銭以上の貯金をし、この貯金でもって村民各自の村税負担金に振り替えるものとする。ただし、貧困または病気など止むを得ない事情がある場合はこの限りではない。
- 第四条

村民は禁酒期間中、次に掲げる事項を遵守すること。
1. 村内において酒類を販売しない
2. 村内において酒・酒券の贈答をしない
3. 村内において来客相手に酒を振舞わないこと
4. 全戸において家の門に禁酒標札を掲げること

- 第五条

この規約に違反した者は相当の制裁を与える

### 禁酒の影響
1926年（大正15年）4月から行われた全村での禁酒により、村にあった8軒の酒屋は自主廃業した。これら自主廃業した酒屋は後に村から表彰される。
目的を共有し達成させるために全村民が禁酒を行うという異例の出来事は全国で「禁酒の村」や「教育の村」として話題になり、日本国内だけでなく海外メディアも取材に訪れた。その後、北國新聞によって取り上げられてから日本全国に情報が知れ渡り、「帝國唯一の禁酒小学校」とまで称されるに至る。
教育の村としての精神は現代まで受け継がれ、現代でも教育費を町民で出し合ったり、禁酒の規約第四条で遵守すべき事であった「禁酒標札」を今なお掲げ続ける民家も残っている。

## 禁酒の碑
先述した禁酒令から15周年にあたる1941年（昭和16年）6月に禁酒の村である事を示すため、河合谷村の入り口にあたる大海川にかかる濁澄橋のたもとに禁酒の碑が建てられた。後に河合谷小学校中庭に移され、現在は河合谷ふれあいセンター前に設置されている。

## 閉校
2007年（平成19年）冬、津幡町教育委員会は河合谷小学校の閉校を決定した。理由は児童数の減少により校舎維持経費が確保できないというもの。これに対し町は校舎存続を求め署名活動を展開、町民を遥かに上回る約2000人の署名を集め、町に対して直接要求を行った。しかし、これら存続活動は実らず、2008年（平成20年）3月23日の閉校式をもって河合谷小学校は閉校となった。
閉校となった2007年（平成19年）度時点での児童数は、男児8名・女児5名の計13名であった。校舎はしばらく解体されず、グラウンド跡地はゲートボール場などで使用されていたが、河合谷宿泊体験交流施設の建設のため、2019年（令和元年）に解体された。宿泊体験交流施設は2021年6月に完成し、愛称は禁酒のエピソードにちなみ「河愛の里Kinschule（かわいのさとキンシューレ）」とされた。

## 沿革
- 1875年5月1日 - 牛首、瓜生、上河合、下河合、大田の5村の連合により、上河合小学校として開校。
- 1889年4月1日 - （5村が合併、羽咋郡河合谷村となる）
- 1892年9月 - 高等小学校を併置。
- 1926年7月30日 - 新校舎竣工。
- 1941年4月1日 - 国民学校令に基づき河合谷国民学校と改称。
- 1947年4月1日 - 教育基本法施行、河合谷村立河合谷小学校および同河合谷中学校に分かれる。
- 1954年5月16日 - 河合谷村が津幡町に編入され、津幡町立河合谷小学校となる。
- 1971年3月31日 - 鉄筋コンクリート造りの新校舎が竣工。閉校まで使用される。
- 2008年3月23日 - 児童数減少により閉校。

## 所在地
石川県河北郡津幡町字下河合チ57番地